# Mijaíl Petrashevski
Mijaíl Vasílievich Butashévich-Petrashevski (del ruso: Михаил Васильевич Буташевич-Петрашевский), conocido como Mijaíl Petrashevski  (13 de noviembre de 1821 - 19 de diciembre de 1866) fue una figura política rusa.

## Vida
Petrashevski se graduó en el Liceo Imperial de Tsárskoye Seló (1839) y en la Universidad de San Petersburgo, después trabajó como intérprete en el Ministerio de Asuntos Exteriores. Es conocido por haber escrito y editado la mayoría de los artículos teóricos del Pocket Dictionary of Foreign Words (1846), que popularizó las ideas y principios del socialismo utópico. En 1844, el apartamento de Petrashevski llegó a ser el lugar de reunión de un grupo de intelectuales. Estas reuniones empezaron a tener periodicidad semanal a partir de 1845. Estos encuentros fueron más tarde llamados “pyátnitsy” (viernes) y las personas que asistían eran conocidos como el Círculo Petrashevski. Este grupo se reunía en la casa de Petrashevski y usaba su biblioteca personal, en la que había libros prohibidos por el gobierno sobre filosofía materialista, socialismo utópico e historia de movimientos revolucionarios. Su miembro más conocido fue el escritor Fiódor Dostoyevski. Petrashevski se consideraba un seguidor de Charles Fourier y preconizaba la democratización del sistema político ruso y la liberación de los siervos. Abogaba por un largo trabajo preparatorio entre las masas para una lucha revolucionaria. Al final de 1848 tomó parte en reuniones dedicadas a la creación de una sociedad secreta.  

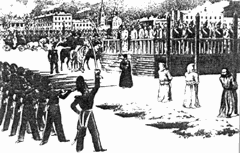
Ejecución fingida de los petrashevtsy. Petrashevski es el hombre atado al poste de la derecha, sin capucha

En 1849, Petrashevski fue arrestado y sentenciado a muerte. Él y los otros miembros del Círculo Petrashevski fueron llevados a la explanada Semiónovski de San Petersburgo que era el lugar habitual para las ejecuciones públicas. En el último momento la ejecución fue detenida y se reveló que la pena había sido cambiada a trabajos forzados en la kátorga. Petrashevski fue enviado al este de Siberia para cumplir su condena. En 1856, su status cambió al de colono exiliado. Vivió en Irkutsk donde, en 1860,  abrió un periódico llamado “Amur”. En febrero de ese año Petrashevski fue exiliado al distrito de Minusinsk por hablar en contra del abuso de poder del gobierno local. Murió allí seis años más tarde.